# Fausto Bargna
Fausto Bargna (Cantù, 16 novembre 1960) è un ex cestista italiano.

## Palmarès
- Campionato italiano: 2

Olimpia Milano: 1985-86, 1986-87
- Coppa dei Campioni: 4

Pall. Cantù: 1981-82, 1982-83
Olimpia Milano: 1986-87, 1987-88
- Coppa Italia: 2

Olimpia Milano: 1986, 1986-87
- Coppa Korać: 1

Virtus Roma: 1991-92
- Coppa delle Coppe: 1

Pall. Cantù: 1977-78
- Coppa Intercontinentale: 2

Pall. Cantù: 1982
Olimpia Milano: 1987